# Gottlieb Eckert
Gottlieb Eckert (* 1845; † 1920 in Lauf a.d.Pegnitz) war ein deutscher Kommunalpolitiker.
Eckert war von 1895 bis 1919 Bürgermeister von Lauf. In Würdigung seiner Verdienste wurde er zum Ehrenbürger ernannt.